# Johann Matthias Matsko
Johann Matthias M. Matsko (* 5. Dezember 1721 in Preßburg; † 22. November 1796 in Kassel) war ein Astronom, Mathematiker und Hochschullehrer.

## Leben
Matskos frühe Laufbahn ist weitgehend unbekannt. Zu Ostern 1741 erfolgte die Immatrikulation an der Universität Jena. Außerdem studierte er an der Universität Halle sowie ab 1743 an der Universität Göttingen. Nach dem Studium ging er 1745 an das Thorner Gymnasium. Nach weiteren zehn Jahren, 1755, wurde er Oberlehrmeister bei den Grafen zu Stolberg. Auf Empfehlung des Mathematikers Johann Ludwig Oeder wurde er 1761 zum Professor der Mathematik an der Universität Rinteln ernannt.
Matsko folgte schließlich 1767 einem Ruf als ordentlicher Professor der Mathematik von Rinteln an das Collegium Carolinum in Kassel. Daneben wurde ihm die Leitung der Sternwarte Kassel übertragen. Sie war eine der ältesten Sternwarten Europas. Außerdem bekam er den Titel eines hessen-casselischen Hofrats verliehen. 

## Publikationen (Auswahl)
- Generaliores meditationes de machinis hydraulicis. Lemgo 1761.
- De projectone globorum majorum igniariorum. Rinteln 1762.
- Gründe der Differential-Rechnung und einige Anwendungen derselben. Kassel 1768.
- De pictura lineari, quam Perspectivam dicunt. Kassel 1772.
- Andenken an die Verdienste Landgr. Friedrichs II. um die Sternkunde. Kassel 1786.